# Eduardo Rergis (ur. 1956)
Eduardo „Lalo” Rergis Pacheco (ur. 20 kwietnia 1956 w Veracruz) – meksykański piłkarz występujący na pozycji środkowego obrońcy, w późniejszym czasie trener. Jego synowie Guillermo Rergis i Eduardo Rergis również byli piłkarzami.

## Kariera klubowa
Rergis jest wychowankiem drużyny Club América z siedzibą w stołecznym mieście Meksyk, do której seniorskiego zespołu został włączony jako dwudziestolatek za kadencji szkoleniowca Raúla Cárdenasa. W meksykańskiej Primera División zadebiutował 12 września 1976 w wygranym 2:1 spotkaniu z Pueblą, jednak początkowo pozostawał rezerwowym i w wyjściowym składzie zaczął pojawiać się dopiero kilka miesięcy później. W 1977 roku triumfował ze swoją drużyną w najbardziej prestiżowych rozgrywkach kontynentu, Pucharze Mistrzów CONCACAF, a później wygrał również Copa Interamericana. Premierowego gola w najwyższej klasie rozgrywkowej strzelił 4 listopada 1978 w wygranej 3:1 konfrontacji z Leónem. W 1980 roku odszedł do innego stołecznego klubu, Atlante FC, gdzie z kolei od razu został kluczowym defensorem ekipy, a jego dobre występy zaowocowały pierwszymi powołaniami do kadry narodowej. W sezonie 1981/1982 wywalczył z Atlante tytuł wicemistrza Meksyku.
Latem 1983 Rergis odszedł do drużyny CF Oaxtepec, w której spędził kolejny rok, a po rozwiązaniu drużyny podpisał umowę z Tampico Madero FC, gdzie występował w roli podstawowego piłkarza przez dwa lata, odnosząc największe sukcesy w historii klubu; w sezonie Prode '85 zdobył wicemistrzostwo kraju i sukces ten powtórzył również pół roku później, podczas rozgrywek México '86. W późniejszym czasie przeszedł do klubu Tigres UANL z siedzibą w mieście Monterrey. Po dwóch latach występów w wyjściowej jedenastce po raz drugi podpisał kontrakt z Atlante FC, natomiast profesjonalną karierę piłkarską zakończył jako kluczowy zawodnik Tiburones Rojos de Veracruz w wieku 35 lat.

## Kariera reprezentacyjna
W 1976 roku Rergis został powołany przez szkoleniowca Diego Mercado do olimpijskiej reprezentacji Meksyku, składającej się wówczas wyłącznie z zawodników bez profesjonalnych kontraktów, na Igrzyska Olimpijskie w Montrealu. Tam był podstawowym zawodnikiem swojej drużyny i rozegrał wszystkie trzy spotkania od pierwszej minuty, zdobywając bramkę samobójczą w konfrontacji z Gwatemalą (1:1), natomiast jego kadra narodowa zajęła trzecie, niepremiowane awansem miejsce w grupie z bilansem dwóch remisów i porażki. W 1977 roku znalazł się w ogłoszonym przez trenera Horacio Casarína składzie reprezentacji Meksyku U-20 na Młodzieżowe Mistrzostwa Świata w Tunezji, gdzie z kolei Meksykanie zanotowali udany występ, docierając aż do finału, jednak sam Rergis pozostawał rezerwowym zespołu – na pięć możliwych spotkań rozegrał tylko dwa, w tym półfinał z Brazylią (1:1), w którym wpisał się na listę strzelców oraz finał z ZSRR (2:2), który jego ekipa przegrała ostatecznie po serii rzutów karnych.
W seniorskiej reprezentacji Meksyku Rergis zadebiutował za kadencji serbskiego selekcjonera Bory Milutinovicia, 15 marca 1983 w wygranym 1:0 meczu towarzyskim z Kostaryką. W 1990 roku został powołany przez trenera Ignacio Trellesa na Puchar Narodów Ameryki Północnej, gdzie rozegrał dwa spotkania, będąc podstawowym piłkarzem kadry, która zajęła drugie miejsce w turnieju. Swój bilans reprezentacyjny zamknął ostatecznie na czterech rozegranych spotkaniach bez zdobytej bramki.

## Kariera trenerska
Po zakończeniu kariery piłkarskiej Rergis został trenerem. Pierwszą pracę w roli szkoleniowca otrzymał w październiku 1993, kiedy to po odejściu Carlosa Reinoso tymczasowo poprowadził w jednym spotkaniu drużynę Tiburones Rojos de Veracruz, której barwy reprezentował już jako piłkarz, po czym został zastąpiony przez Aníbala Ruiza. Wówczas wszedł w skład sztabu szkoleniowego Urugwajczyka i współpracował z nim jako asystent najpierw w Veracruz, następnie w Club León, a później w Puebla FC. W 1999 roku na krótko powrócił do Veracruz, występującego już w drugiej lidze meksykańskiej, w roli pierwszego trenera. W lutym 2000 roku został następcą chorwackiego trenera Zlatko Petričevicia w stołecznym Atlante FC, jednak nie zdołał odmienić słabej gry drużyny; prowadził ją do końca sezonu, notując bilans dwóch zwycięstw, pięciu remisów i sześciu porażek w trzynastu spotkaniach. W późniejszym czasie został zatrudniony przez Meksykański Związek Piłki Nożnej w roli selekcjonera reprezentacji Meksyku U-20, z którą wziął udział w Młodzieżowych Mistrzostwach Ameryki Północnej, gdzie odniósł dwa zwycięstwa i porażkę, kwalifikując się ze swoją drużyną na Młodzieżowe Mistrzostwa Świata w Zjednoczonych Emiratach Arabskich. Tam z kolei Meksykanie odpadli już w fazie grupowej, odnosząc remis i dwie porażki w trzech meczach.
W październiku 2005 Rergis po raz trzeci znalazł zatrudnienie w Tiburones Rojos de Veracruz, tym razem zastępując na stanowisku trenera Juana Carlosa Cháveza. Szkoleniowcem drużyny z portowego miasta pozostał niecałe półtora miesiąca, po czym został asystentem trenera Sergio Bueno w ekipie Monarcas Morelia. Bez większych sukcesów prowadził także drugoligowy klub Correcaminos UAT z siedzibą w mieście Ciudad Victoria. Jesienią 2007 rozpoczął współpracę z trenerem René Isidoro Garcíą w drużynie Jaguares de Chiapas z miasta Tuxtla Gutiérrez, a następnie, także w roli członka sztabu szkoleniowego, asystował Sergio Bueno w drużynie Club Santos Laguna z Torreón. We wrześniu 2011, kiedy z klubu odszedł z powodu słabych wyników dotychczasowy trener, Diego Cocca, został tymczasowym szkoleniowcem Santos Laguny i poprowadził ją w jednym meczu.